# Pierre-Edme Balzac
Pierre-Edme Balzac (circa 1705 – Parigi, circa 1786) è stato un incisore, artigiano e artista francese.

## Biografia
Pierre-Edme Balzac nacque in Francia nel 1705 circa, figlio di Louis Balzac, impiegato della corte e di Etiennette Moyon, e fu un celebre argentiere,uno dei più importanti di Parigi nella sua epoca.
Assieme al fratello Jean-François iniziò un apprendistato sotto François Marteau, argentiere du Roi aux galleries du Louvre.
Registrò il suo marchio a Parigi nel 1739; nel 1781 si ebbero notizie che fosse ancora vivente, anche se dai marchi dei suoi lavori non risultò più attivo del 1775.
Pierre-Edme Balzac ottenne la carica di maestro argentiere per privilegio di corte nel 1739.
Diventò famoso soprattutto per una coppia di candelieri realizzati nel 1767, che si distinse per la miscela di elementi rococò e altri di tendenza già classicheggiante. Generalmente i suoi candelieri si caratterizzarono per una ricca decorazione laterale, con cascate di gioielli.
Tra le opere di Balzac più apprezzate vi furono la zuppiera e il suo pezzo compagno (al Museo del Louvre); Balzac contribuì anche al servizio delle zuppiere, dei refrigeratori per vino e delle ampolle negli anni 1757-1761. Le zuppiere di Balzac furono famose per i loro ornamenti in stile rococò con temi di caccia, un tema molto popolare tra l'aristocrazia e la corte, per i pinnacoli altamente scultorei, per i quattro piedi a forma di gambi di sedano, per le foglie di sedano che coprono i lati, formando le maniglie; un bordo decorato da foglie di quercia circonda il coperchio, sormontato da un gruppo scolpito a tutto tondo, raffigurante un cervo attaccato da due segugi, ed è possibile che questa scena in cima all'opera alluda al tipo di stufato che potrebbe contenere la zuppiera. La zuppiera era originariamente accompagnata da un grande stand ovale.
Tra i musei principali che conservano ed espongono le sue opere, si possono menzionare il Museo del Louvre e il Metropolitan Museum of Art.
Suo fratello Jean-François (1711-1766), ottenne la carica di maestro nella stessa arte per privilegio di corte nel 1749 e confermato nella Corporazione nel 1755.